# سياسة التأشيرات في لبنان
تتناول سياسة التأشيرات في لبنان المتطلبات التي يجب أن يفي بها المواطن الأجنبي الراغب في دخول جمهورية لبنان للسماح له بالسفر إلى البلاد والدخول إليها والبقاء فيها.
التأشيرات اللبنانية هي وثائق صادرة عن وزارة الخارجية وبعثاتها الدبلوماسية التالية في الخارج بهدف محدد هو تنظيم وتيسير تدفقات الهجرة.
يجب على زوار جمهورية لبنان الحصول على تأشيرة من إحدى البعثات الدبلوماسية لجمهورية لبنان ما لم يأتوا من واحدة من 7 بلدان ومناطق معفاة من التأشيرة أو واحدة من 79 دولة ومنطقة أخرى يكون مواطنوها مؤهلين للحصول على تأشيرة تاشيرة الدخول عند الوصول.
يمكن لمواطني الدول الأعضاء في مجلس التعاون الخليجي والأردن السفر إلى جمهورية لبنان دون قيود على التأشيرات للإقامة لمدة أقصاها 6 أشهر في السنة و 3 أشهر في 6 أشهر على التوالي، ويمنح مواطنو 79 دولة ومنطقة أخرى تأشيرة دخول على الوصول إلى مطار بيروت الدولي أو أي منفذ دخول آخر إذا لم يكن هناك طوابع أو تأشيرات أو أختام إسرائيلية على جوازات سفرهم وكان لديهم رقم هاتف وعنوان في جمهورية لبنان وتذكرة ذهاب وعودة أو استرداد غير قابلة للاسترداد الحد الأقصى للإقامة لمدة شهر واحد، قابلة للتمديد لمدة شهرين إضافيين. يتم منح مواطني البرازيل وتركيا بدلاً من ذلك تأشيرة دخول متعددة سارية لمدة شهر واحد كحد أقصى و 3 أشهر على التوالي. يجب أن يحمل جميع الزوار جواز سفر ساري المفعول لمدة 6 أشهر بعد فترة الإقامة المقصودة وبصفحتين فارغتين. يتم قبول وثيقة الهوية بدلاً من جواز السفر للمواطنين الأردنيين.
لا يُسمح بتشغيل تأشيرات الدخول، مما يعني أنه إذا كان الأجانب يرغبون في العودة إلى جمهورية لبنان بعد انتهاء مدة صلاحية التأشيرة أو انتهاء مدة صلاحية تأشيرة الدخول، فيجب عليهم الحصول على تأشيرة دخول.
يُمنع الزوار الذين زاروا غينيا وليبريا وسيراليون مؤخرًا من الدخول بسبب وباء فيروس إيبولا في غرب إفريقيا.
يُمنع منعاً باتاً المواطنين الفلسطينيين والإسرائيليين أو أي شخص آخر يحمل جواز سفر يحمل الطوابع أو التأشيرات أو الأختام الصادرة عن إسرائيل من الدخول إلى جمهورية لبنان وقد يخضع للاعتقال أو الاحتجاز لمزيد من التفتيش.

## خريطة سياسة التأشيرة

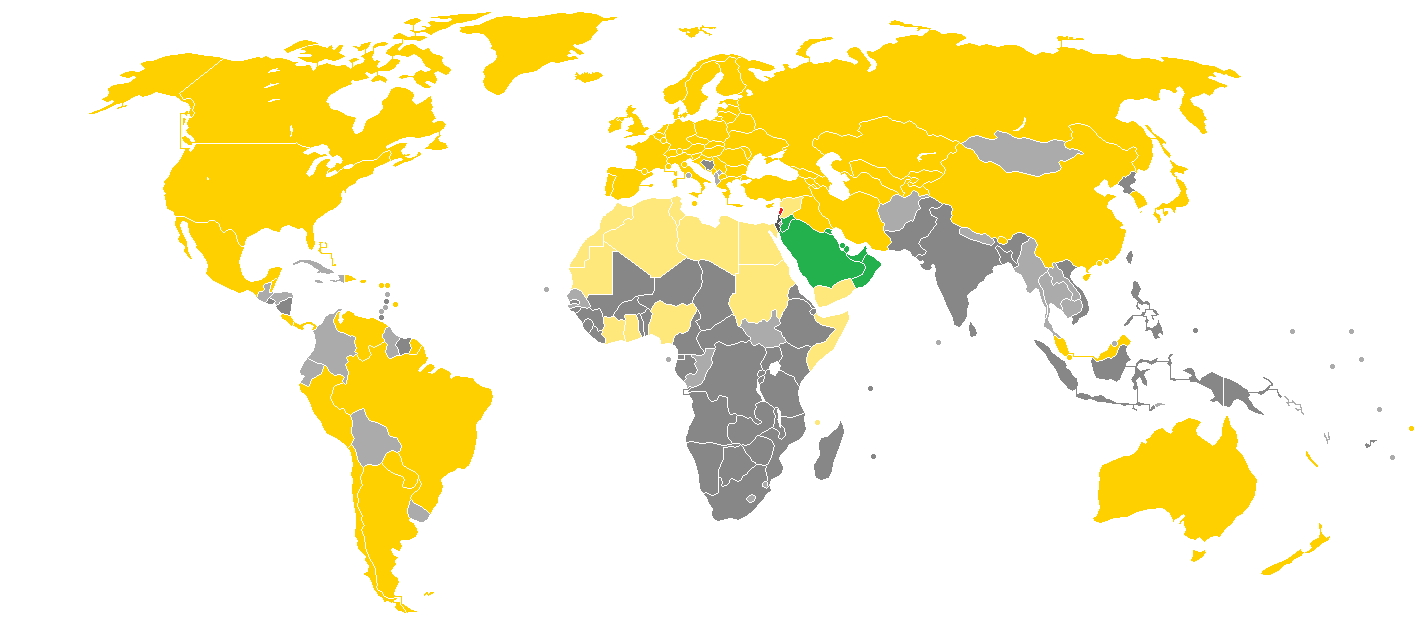
سياسة التأشيرة اللبنانية

## اعتبارا من الحق
لا يحتاج المواطنون التالية أسماؤهم إلى تأشيرة للدخول والإقامة والدراسة والعمل إلى أجل غير مسمى في الجمهورية اللبنانية دون أي متطلبات الهجرة:
| - المواطنون اللبنانيون 1 - حاملي وثيقة سفر (Titre de Voyage) صادرة عن الجمهورية اللبنانية للأشخاص عديمي الجنسية واللاجئين، بما في ذلك زوجتهم وأطفالهم مع إثبات ذلك. 2 |

1 - قد يدخل ببطاقة هوية وطنية أو سجل الأحوال المدنية الفردية أو جواز سفر منتهي الصلاحية أو مستخرج مدني صادر عن الجمهورية اللبنانية للمسافرين من أصل لبناني يحملون جواز سفر أجنبي - يمنع القانون الصادر عام 1995 الأشخاص عديمي الجنسية واللاجئين في الجمهورية اللبنانية من العمل في أكثر من 70 وظيفة، بما في ذلك الوظائف المهنية والتجارية والإدارية 

## تأشيرة الإعفاء
لا يحتاج حاملو جوازات السفر في الدول والأقاليم السبعة التالية إلى تأشيرة لزيارة جمهورية لبنان تصل إلى 6 أشهر سنويًا لأغراض السياحة أو العمل إذا لم تكن هناك طوابع أو تأشيرات أو أختام إسرائيلية على جوازات سفرهم رقم الهاتف، العنوان في الجمهورية اللبنانية، وتذكرة رحلة العودة أو الدائرة غير القابلة للاسترداد. يتم قبول وثيقة الهوية بدلاً من جواز السفر للمواطنين الأردنيين:
| - البحرين - الأردن معرف 1 - الكويت - سلطنة عمان - قطر - السعودية - الإمارات العربية المتحدة 2 |

1 - يشتمل جواز السفر على رقم تسلسلي وطني. حكومة الإمارات تمنع مواطنيها من السفر إلى لبنان.
| - التأشيرة غير مطلوبة لحاملي جوازات السفر الدبلوماسية أو الرسمية أو الخدمية التي تصدرها كولومبيا للإقامة لمدة أقصاها 6 أشهر و 180 يومًا و 180 يومًا على التوالي لأغراض السياحة أو العمل (ما لم يُنص على خلاف ذلك) في حالة عدم وجود طوابع أو تأشيرات إسرائيلية أو الأختام على جوازات سفرهم ويحملون رقم هاتف وعنوان في الجمهورية اللبنانية وتذكرة ذهاب وعودة أو استرداد غير قابلة للاسترداد - التأشيرة ليست مطلوبة لحاملي جوازات السفر الدبلوماسية أو الخدمية الصادرة عن فنزويلا لمدة أقصاها 6 أشهر وشهر واحد على التوالي لأغراض السياحة أو العمل (ما لم ينص على خلاف ذلك) إذا لم يكن هناك طوابع أو تأشيرات أو أختام إسرائيلية على جوازات سفرهم وتحتفظ برقم هاتف وعنوان في جمهورية لبنان وتذكرة عودة أو دائرة غير قابلة للاسترداد - التأشيرة ليست مطلوبة لحاملي جوازات السفر الدبلوماسية أو الرسمية أو الخدمية التي تصدرها كولومبيا لأغراض السياحة أو العمل (ما لم ينص على خلاف ذلك) إذا لم يكن هناك طوابع أو تأشيرات أو أختام إسرائيلية على جوازات سفرهم وكانوا يحملون رقم هاتف أو عنوان في الجمهورية اللبنانية وتذكرة ذهاب وعودة أو استرداد غير قابلة للاسترداد - التأشيرة ليست مطلوبة لحاملي جوازات السفر الدبلوماسية أو الرسمية التي تصدرها باراجواي لمدة أقصاها 6 أشهر وشهر واحد على التوالي لأغراض السياحة أو العمل (ما لم ينص على خلاف ذلك) إذا لم يكن هناك طوابع أو تأشيرات أو أختام إسرائيلية على جوازات سفرهم وتحتفظ برقم هاتف وعنوان في جمهورية لبنان وتذكرة عودة أو دائرة غير قابلة للاسترداد - التأشيرة ليست مطلوبة لحاملي جوازات السفر الدبلوماسية أو الرسمية أو الخدمية التي تصدرها كوبا للإقامة لمدة 90 يومًا كحد أقصى خلال 180 يومًا لأغراض السياحة أو العمل (ما لم يُنص على خلاف ذلك) إذا لم يكن هناك طوابع أو تأشيرات أو أختام إسرائيلية على جواز سفر ويحملون رقم هاتف وعنوان في الجمهورية اللبنانية وتذكرة ذهاب وعودة أو استرداد غير قابلة للاسترداد - التأشيرة ليست مطلوبة لحاملي جوازات السفر الدبلوماسية أو الرسمية أو الخدمية التي تصدرها صربيا لمدة 90 يومًا كحد أقصى خلال 180 يومًا لأغراض السياحة أو العمل (ما لم يُنص على خلاف ذلك) إذا لم يكن هناك طوابع أو تأشيرات أو أختام إسرائيلية على جواز سفر ويحملون رقم هاتف وعنوان في الجمهورية اللبنانية وتذكرة ذهاب وعودة أو استرداد غير قابلة للاسترداد |

| - التأشيرة غير مطلوبة للمسافرين من أصول لبنانية الذين يسافرون مع أي جواز سفر أجنبي وببطاقة هوية لبنانية سارية المفعول أو جواز سفر لبناني منتهي الصلاحية أو وثيقة مدنية لبنانية معفاة من متطلبات التأشيرة ويتم قبولهم كمواطنين في جمهورية لبنان - التأشيرة ليست مطلوبة لجميع Merchant Seamen من مواطني البحرين والأردن والكويت وسلطنة عمان وقطر والمملكة العربية السعودية وسوريا والإمارات العربية المتحدة ولكن يجب أن يحملوا دفتر Seaman وخطاب توظيف أو خطاب ضمان أو من شركة الشحن إذا الوصول عن طريق الجو من أجل الصعود إلى السفينة، أو إذا وصلت عن طريق السفينة من أجل الصعود إلى الطائرة - التأشيرة غير مطلوبة للإقامة لمدة 24 ساعة كحد أقصى لحاملي وثيقة السفر (Titre de Voyage) الصادرة عن سوريا للأشخاص عديمي الجنسية واللاجئين الذين يحملون تصريح إقامة صادر عن دولة ثالثة، والذين يواصلون سفرهم إلى سوريا، وقد سبق لهم السفر خارج بيروت - التأشيرة غير مطلوبة لموظفي الأمم المتحدة الذين يحملون بطاقة دبلوماسية صادرة عن وزارة خارجية جمهورية لبنان للإقامة لمدة أقصاها 6 أشهر في السنة لأغراض السياحة أو الأعمال - التأشيرة غير مطلوبة لحاملي جواز سفر صادر عن الأمم المتحدة ويسافرون في الخدمة - التأشيرة ليست مطلوبة لأعضاء الردع والطوارئ والأمم المتحدة المؤقتة (UNIFIL) وقوات الأمن التابعة للأمم المتحدة التي قدمت بطاقات هوية عسكرية لإقامة قصوى لمدة 6 أشهر في السنة لأغراض السياحة أو الأعمال |

## التأشيرة عند الوصول (V o A)
يُمنح حاملو جوازات السفر الصادرة عن البلدان والأقاليم الـ 81 التالية تأشيرة عند الوصول إلى مطار بيروت الدولي أو أي منفذ دخول آخر إذا لم يكن هناك طوابع أو تأشيرات أو أختام إسرائيلية على جوازات سفرهم وكانوا يحملون رقم هاتف أو عنوان في جمهورية لبنان، وتذكرة ذهاب وعودة غير قابلة للاسترداد لمدة شهر واحد كحد أقصى، قابلة للتمديد لمدة شهرين إضافيين لأغراض السياحة أو الأعمال (ما لم ينص على خلاف ذلك):
1 - يمكن الحصول على تأشيرة دخول متعددة سارية المفعول لإقامة لمدة شهر واحد كحد أقصى للسياحة والأعمال المقصود بها، وتمديدها لمدة أقصاها 90 يومًا بعد موافقة الإدارة العامة للأمن العام  </br> 2 - يمكن الحصول على تأشيرة دخول متعددة عند الوصول لإقامة قصوى لمدة 3 أشهر لأغراض السياحة أو العمل. تمديد الإقامة ممكن لمدة شهر إضافي بعد تاريخ انتهاء الصلاحية 
| - تُمنح التأشيرة عند الوصول لحاملي جوازات السفر الدبلوماسية الصادرة من تايلاند لمدة أقصاها شهر قابلة للتمديد لمدة شهرين إضافيين في مطار بيروت الدولي أو أي منفذ دخول آخر إذا لم يكن هناك طوابع أو تأشيرات أو أختام إسرائيلية على جوازات سفرهم وتحتفظ برقم هاتف وعنوان في جمهورية لبنان وتذكرة عودة أو دائرة غير قابلة للاسترداد - تُمنح التأشيرة عند الوصول لحاملي الخدمة أو جوازات السفر الخاصة الصادرة من الفلبين لمدة أقصاها شهر قابلة للتمديد لمدة شهرين إضافيين في مطار بيروت الدولي أو أي منفذ دخول آخر إذا لم يكن هناك طوابع أو تأشيرات أو أختام إسرائيلية على جواز سفر ويحملون رقم هاتف وعنوان في الجمهورية اللبنانية وتذكرة ذهاب وعودة أو استرداد غير قابلة للاسترداد - التأشيرة عند الوصول لحاملي جوازات السفر الدبلوماسية |

## التأشيرة المشروطة عند الوصول (VoA)
- يمكن لمواطني الدول والأقاليم الخمسة عشر التالية الحصول على تأشيرة عند الوصول إلى مطار بيروت الدولي أو أي منفذ دخول آخر فقط في حالة عدم وجود طوابع أو تأشيرات أو أختام إسرائيلية على جوازات سفرهم وشريطة أن يكونوا محتجزين أو عودة أو دائرة غير قابلة للاسترداد تذكرة سفر، نسخة من الحجز في فندق 3 إلى 5 نجوم أو عنوان سكني خاص مع رقم هاتف في جمهورية لبنان، وما لا يقل عن 2000 دولار أمريكي نقدًا [13]

| - الجزائر - جزر القمر - Cote d'Ivoire - جيبوتي - مصر | - غانا - العراق - ليبيا - موريتانيا - المغرب | - نيجيريا - الصومال - السودان - تونس - اليمن |

- تُمنح التأشيرة عند الوصول للأطفال دون سن 15 عامًا، ويسافرون بجواز سفر أجنبي ويرافقهم والد لبناني واحد على الأقل يحمل جواز سفر لبناني أو بطاقة هوية لبنانية. لكن هذا لا ينطبق على اللاجئين الفلسطينيين المولودين لأمهات لبنانيات
- تُمنح التأشيرة عند الوصول لإقامة مدتها 11 شهرًا كحد أقصى لرجال الأعمال والمديرين / المديرين العامين وأرباب العمل والأطباء والمهندسين والمحامين الذين لديهم إقامة سارية في حيازة إقامة سارية في دول مجلس التعاون الخليجي، بشرط أن تكون مدة لا تتجاوز التأشيرة الممنوحة صلاحية جواز سفر الشخص المعني وإقامته. شركات الطيران هي المسؤولة عن التحقق من صلاحية الإقامة قبل الصعود إلى الطائرة. بالنسبة لزوجات وأطفال هذه الفئة، يتم منحهم تأشيرات وفقًا للشروط المتعلقة بدخول الأفراد من نفس الجنسيات في حالة عدم حيازتهم لإقامة سارية في إحدى دول الخليج ويحملون رقم هاتف، العنوان في جمهورية لبنان، وتذكرة عودة أو دائرة غير قابلة للاسترداد
- تُمنح التأشيرة عند الوصول للمجموعات السياحية التي تتألف من 8 أشخاص على الأقل للإقامة لأكثر من 3 أيام بشرط أن يرعاها منظم رحلات مسجل في جمهورية لبنان بعد أن أرسلوا طلبهم قبل يومين على الأقل من الوصول لإقامة قصوى لمدة 6 أشهر في مطار بيروت الدولي أو أي منفذ دخول آخر إذا كان هناك طوابع أو تأشيرات أو أختام إسرائيلية على جوازات سفرهم وهم يحملون رقم هاتف وعنوان في جمهورية لبنان وتذكرة ذهاب وعودة أو استرداد غير قابلة للاسترداد
- تُمنح التأشيرة عند الوصول لحاملي إشعار مكتوب صادر عن الإدارة العامة للهجرة اللبنانية للأمن العام في مطار بيروت الدولي أو أي منفذ دخول آخر إذا لم يكن هناك طوابع أو تأشيرات أو أختام إسرائيلية على جوازات سفرهم ويحملون هاتفًا رقم، عنوان في الجمهورية اللبنانية، وتذكرة رحلة العودة أو الدائرة غير قابلة للاسترداد
- تُمنح التأشيرة عند الوصول للأفراد الذين يشغلون مناصب رسمية في اللجنة الاقتصادية والاجتماعية لغرب آسيا (الإسكوا) وعائلاتهم بعد التحقق من سنداتهم في مطار بيروت الدولي أو أي منفذ دخول آخر إذا لم يكن هناك طوابع أو تأشيرات أو إسرائيلية الأختام على جوازات سفرهم ويحملون رقم هاتف وعنوان في الجمهورية اللبنانية وتذكرة عودة أو استرداد غير قابلة للاسترداد. أما بالنسبة للموظفين المدعوين من جانب اللجنة للمشاركة في أعمالها وأنشطتها الرسمية، فسيحصلون على تأشيرة مجانية بناءً على موافقة الإدارة العامة للأمن العام بناءً على طلب رسمي من «الإسكوا» مقدم إلى هذا الجنرال. المديرية أو في إدارات ومراكز الحدود
- تُمنح التأشيرة عند الوصول لمواطني الدول الأعضاء في جامعة الدول العربية الذين يزورون جمهورية لبنان بشكل فردي أو جماعي للإقامة لمدة أقصاها 3 أشهر حتى يقدموا بطاقة الطالب أو بيان التسجيل أو بيان القبول الصادر عن إحدى الجامعات والمعاهد أو المدارس في جمهورية الجمهورية اللبنانية في مطار بيروت الدولي أو أي منفذ دخول آخر في حالة عدم وجود طوابع أو تأشيرات أو أختام إسرائيلية على جواز سفرهم وتحتفظ برقم هاتف وعنوان في جمهورية لبنان وغير قابلة للاسترداد أو تذكرة رحلة دائرة
- تمنح التأشيرة عند وصول الخادمات من المعتمدين لمواطني جمهورية لبنان للإقامة لمدة أقصاها 6 أشهر في مطار بيروت الدولي أو أي منفذ دخول آخر إذا لم يكن هناك طوابع أو تأشيرات أو أختام إسرائيلية على جواز سفر ويحملون رقم هاتف وعنوان في الجمهورية اللبنانية وتذكرة ذهاب وعودة أو استرداد غير قابلة للاسترداد

## لوائح الدخول المتعلقة بدخول المواطنين السوريين إلى جمهورية لبنان
- يمكن لمواطني سوريا، الذين يمرون عبر الجمهورية اللبنانية في طريقهم إلى سوريا، الحصول على تأشيرة عند وصولهم إلى مطار بيروت الدولي أو أي منفذ دخول آخر للإقامة القصوى 48 ساعة
- يمكن لمواطني سوريا، الذين يسافرون كسائحين، الحصول على تأشيرة عند الوصول إلى مطار بيروت الدولي أو أي منفذ دخول آخر طوال فترة الإقامة في الفندق التي تم ترتيبها مسبقًا إذا كان لديهم مبلغ نقدي يعادل مبلغًا قدره ألف دولار أمريكي أو أصلية تحقق من نفس القيمة من أحد البنوك المعترف بها، وإثبات الإقامة في الفندق المرتب مسبقًا، ودفتر العائلة إذا كان برفقة أفراد الأسرة
- يمكن لمواطني سوريا، الذين يسافرون للعمل، الحصول على تأشيرة عند الوصول إلى مطار بيروت الدولي أو أي منفذ دخول آخر للإقامة لمدة أقصاها شهر واحد بشرط أن يكون لديهم إثبات للعمل / المهنة، خطاب دعوة / ضمان صادر عن جهة مدعوة، ودفتر العائلة إذا كان برفقة أفراد الأسرة
- يمكن لمواطني سوريا، الذين يمتلكون عقارًا في الجمهورية اللبنانية، الحصول على تأشيرة عند الوصول إلى مطار بيروت الدولي أو أي منفذ دخول آخر لمدة أقصاها 6 أشهر شريطة أن يكون لديهم إثبات لملكية العقار ودفتر عائلي إذا كان برفقة العائلة أفراد
- يمكن لمواطني سوريا الذين يسافرون إلى الجمهورية اللبنانية للعلاج الطبي الحصول على تأشيرة عند وصولهم إلى مطار بيروت الدولي أو أي منفذ دخول آخر للإقامة القصوى 72 ساعة، شريطة أن يكون لديهم تقارير طبية / شهادات علاج / حالة. التمديد ممكن
- يمكن لمواطني سوريا، الذين يزورون سفارة أجنبية في الجمهورية اللبنانية، الحصول على تأشيرة عند وصولهم إلى مطار بيروت الدولي أو أي منفذ دخول آخر لمدة أقصاها 48 ساعة، شريطة عقد دليل على الموعد المحدد
- يمكن لمواطني سوريا الذين يسافرون للدراسة في مدرسة أو جامعة معتمدة الحصول على تأشيرة لدى وصولهم إلى مطار بيروت الدولي أو أي منفذ دخول آخر للإقامة القصوى لمدة 7 أيام، بشرط أن يكون لديهم خطاب قبول صادر عن الكلية / الجامعة أو الكلية / معرف الجامعة، والدبلومات / الشهادات المعمول بها، ونسخة من جواز سفرهم

## موافقة من المديرية العامة للهجرة اللبنانية للأمن العام
يجب الحصول على موافقة مسبقة من الإدارة العامة للأمن العام بالإضافة إلى التأشيرة:
| - مواطنو الجمهورية اللبنانية الحاملون لجواز مرور صادر من جمهورية لبنان أو الذين تم ترحيلهم إلى جمهورية لبنان - مواطنو أنغولا، بنغلاديش، بنن، البوسنة والهرسك، بوتسوانا، بوركينا فاسو، بوروندي، الكاميرون، جمهورية إفريقيا الوسطى، تشاد، جمهورية الكونغو الديمقراطية، كوت ديفوار، السلفادور، غينيا الاستوائية، إريتريا، إثيوبيا، فيجي، غابون، غامبيا، غانا، غينيا بيساو، غينيا، الهند، إندونيسيا، كينيا، ليبيريا، مدغشقر، ملاوي، مالي، موريشيوس، موزامبيق، ناميبيا، نيكاراغوا، النيجر، نيجيريا، كوريا الشمالية، باكستان، بالاو، بابوا غينيا الجديدة، باراجواي، الفلبين، رواندا، سانت لوسيا، سيشيل، سيراليون، جنوب إفريقيا، سريلانكا، سورينام، تايوان، تنزانيا، توغو، ترينيداد وتوباغو، أوغندا، فيتنام، زامبيا، وزيمبابوي - حاملي جوازات السفر الأردنية بدون رقم مسلسل وطني صادر إلى الفلسطينيين المقيمين في الضفة الغربية - مواطني العراق يحملون تأشيرات صادرة عن سفارة جمهورية لبنان في بغداد بعد 20 فبراير 2007 - إناث سبق لهن العمل أو يعملن حاليًا كفنانات أو مدلكات في الجمهورية اللبنانية، بصرف النظر عن طول الوقت الذي يقضيه خارج الجمهورية اللبنانية - حاملي جوازات السفر الطارئة الصادرة عن أي دولة أخرى غير أستراليا وفرنسا وهولندا والسويد - حاملي جوازات السفر الغريبة |

## الإعفاءات من وثائق الإثبات وG D G S الهجرة على موافقة مسبقة[14]
الحالات التالية مستثناة من جميع الشروط المتعلقة بالعنوان، تذكرة العودة أو الدائرة غير القابلة للاسترداد، والموافقة المسبقة من الإدارة العامة للأمن العام
- زوجة مواطن لبناني، لم تكن تعمل في السابق كفنانة أو مدلكة، بعد تقديم وثيقة تؤكد الزواج. يجب أن تكون الحالة الاجتماعية مسجلة رسمياً لأكثر من سنة
- زوجة لاجئ فلسطيني في جمهورية لبنان أو حامل بطاقة هوية سارية المفعول قيد الدراسة ولم تعمل في السابق كفنانة أو مدلكة، بعد تقديم وثيقة تؤكد الزواج. يجب أن تكون الحالة الاجتماعية مسجلة رسمياً لأكثر من سنة
- زوجة مواطن سوري يرافقه ولم تعمل في السابق كفنانة أو مدلكة في الجمهورية اللبنانية، شريطة أن يكون الزواج مسجلاً في سجل أسرة الزوج أو بتقديم وثيقة تثبت الزواج. يجب أن تكون الحالة الاجتماعية مسجلة رسمياً لأكثر من سنة
- نساء لم يعملن سابقًا كفنانات أو مدلكات في الجمهورية اللبنانية، يرافقن زوجهن وطفلهن وأحد والديهن وإخوانهن
- والدة زوجة مواطن لبناني، بعد تقديم وثيقة تؤكد القرابة
- نساء قادمات بين وفود رسمية أو من يحمل جوازات سفر خاصة أو دبلوماسية
- زوجة مواطن لبناني سبق لها العمل كفنانة أو مدلكة وغادرت الجمهورية اللبنانية لمدة تزيد عن سنة، إذا كانت برفقة واحد أو أكثر من أطفالها من هذا الزواج بعد تقديم المستندات التي تثبت الزواج
- زوجة أجنبي غير عربي عملت سابقًا كفنانة أو مدلكة وغادرت الجمهورية اللبنانية لفترة تزيد عن عام، شريطة أن تكون في شركته وأنها تحمل وثيقة تثبت الزواج

## التغيرات المستقبلية
في 6 مارس 2015، عقب زيارته الدبلوماسية إلى أمريكا اللاتينية، وزير الخارجية والمغتربين من جمهورية لبنان، أعلن جبران باسيل في مؤتمر صحفي اقتراحًا بتقديم تأشيرة دخول عند الوصول للمواطنين من الولايات القضائية الـ 15 التالية لا يزال في انتظار التصديق أو التنفيذ:
| - بروناي - دومينيكا - السلفادور - غرينادا - غواتيمالا - هندوراس - هونغ كونغ - سانت لوسيا - موريشيوس - سانت فينسنت والغرينادين - سيشل - جزر سليمان - تايوان - ترينيداد وتوباغو - الفاتيكان |

## الحصول على تأشيرة
يجب على جميع الزائرين التقديم شخصيًا في السفارة أو القنصلية العامة لجمهورية لبنان، وملء نموذج الطلب ودفع رسوم معالجة الطلب في مركز طلب التأشيرة. يمكن لمواطني الدول والأقاليم السبع المعفاة من التأشيرة أو الدول والأقاليم الـ 79 التي يحق لمواطنيها الحصول على تأشيرة عند الوصول الحصول على التأشيرة قبل السفر ولكن يتم إعفاؤهم من تقديم مستندات إثبات لكن سيُطلب منهم دفع رسوم معالجة مجانية 
سيتم إرسال طلب التأشيرة إلى وزارة الخارجية في الجمهورية اللبنانية عن طريق الحقيبة الدبلوماسية. ينبغي للمرء التقدم قبل شهر واحد من تاريخ السفر. لرئيس البعثات خارج الجمهورية اللبنانية الحق في إصدار تأشيرات لجمهورية لبنان بالنظر إلى أن منح التأشيرة «تحت مسؤولية رئيس البعثة»، باستثناء حالات اللاجئين الفلسطينيين أو حاملي جوازات السفر الصادرة عن السلطة الفلسطينية أو الأردن بدون رقم الهوية الوطنية
تبلغ تكلفة تأشيرة الزائر للدخول الواحد 35 دولارًا وتكاليف الدخول المتعدد 70 دولارًا للإقامة لمدة تصل إلى 3 أشهر. بالنسبة للمتقدمين الذين يشغلون مناصب إدارية أو مناصب عليا، تتم معالجة التأشيرة في السفارة أو القنصلية العامة للجمهورية اللبنانية في غضون 2-3 أيام عمل، وبالنسبة للمتقدمين الذين يشغلون منصب غير إداري، تتم معالجة التأشيرة ما بين 6 و 8 أسابيع إذا وافقت عليها المديرية العامة للأمن العام في الجمهورية اللبنانية
| - يجب تقديم جميع الوثائق باللغة العربية أو الفرنسية أو الإنجليزية. للأمن العام الحق في طلب مستندات أخرى إذا لزم الأمر - تكون التأشيرات سارية المفعول من تاريخ إصدارها، لمدة 90 يومًا قبل تاريخ الدخول إلى الجمهورية اللبنانية لمدة 15 يومًا أو شهرًا أو ثلاثة أشهر أو 6 أشهر. مدة الإقامة سارية من تاريخ الدخول إلى الجمهورية اللبنانية - لا يمكن إصدار التأشيرات على جوازات سفر تحمل طوابع أو تأشيرات أو أختام إسرائيلية - تصبح التأشيرة اللبنانية غير صالحة إذا تم ختم جواز السفر بعد ذلك بختم أو تأشيرة أو ختم إسرائيلي - بعد أن حصل شخص ما على تأشيرة لبنانية بنجاح، إذا حصل بعد ذلك على جواز سفر جديد، لكن التأشيرة اللبنانية في جواز سفره القديم لا تزال سارية المفعول، لا يشترط عليهم أن يتم إرفاق بطاقة التأشيرة اللبنانية في جواز السفر القديم إلى جواز السفر الجديد جواز السفر، ولكن يجب أن تكون قادرة على تقديم كل من جوازات السفر الجديدة والقديمة في مراقبة الجوازات عند دخول الجمهورية اللبنانية - إذا فقد الشخص الذي منح تأشيرة لبنانية بنجاح جواز السفر الذي تثبت فيه بطاقة التأشيرة (أو إذا سُرقت)، فعليه / عليها دفع رسوم التأشيرة الأصلية بالكامل مرة أخرى وقد يُطلب منه إثبات أن / ظروفها لم تتغير عند التقدم بطلب للحصول على تأشيرة بديلة |

| - جواز السفر ساري لمدة 3 أشهر بعد فترة الإقامة المقصودة مع صفحتين فارغتين لا تحملان أي طوابع أو تأشيرات أو أختام إسرائيلية - صور من صفحات جواز السفر (غلاف جواز السفر، الصفحة الحيوية، الصفحتان 7 و 9، والصفحة الأخيرة) تحتوي على الاسم الكامل، الصورة، رقم جواز السفر، تاريخ الإصدار وتاريخ انتهاء الصلاحية (نسخة واحدة من كل صفحة) - رسالة موعد - إثبات دفع الرسوم، وهو إيصال ساري المفعول - نسخة من بطاقة إقامة مقدم الطلب مع مدة لا تقل عن 6 أشهر حتى انتهاء الصلاحية إذا كان التقدم في السفارة أو القنصلية العامة للجمهورية اللبنانية خارج بلد مقدم الطلب الأصلي - صورتان بحجم جواز سفر ويجب أن تكون بتنسيق خلفية بيضاء 3.5 سم × 4.5 سم مأخوذة من الأمام ويجب أن تكون صور جديدة جديدة - الأشهر الثلاثة الأخيرة الأصلية وحتى تاريخ البيان المصرفي عبر الإنترنت (يجب أن يذكر اسم صاحب الحساب، ورقم الفرز ورقم الحساب على أي مطبوعة مصرفية عبر الإنترنت من قبل البنك - حجوزات السفر تظهر تواريخ السفر - حجوزات الفنادق باسم الكفيل اللبناني أو محل الإقامة مع رقم اتصال مدرج. إذا لم يكن الكفيل مواطنًا في جمهورية لبنان، فيجب عليه تقديم إثبات الإقامة في الجمهورية اللبنانية لمدة لا تقل عن 3 أشهر (حجز الفندق أو خطاب المرجع للمضيف) - لا يوجد خطاب اعتراض من الكفيل يشير إلى سبب الزيارة أو للقاصرين، يجب تقديم نموذج موافقة الوالدين * من كلا الوالدين للسماح لعائلاتهم بالسفر إلى جمهورية لبنان. - يجب أن يذكر تأمين السفر بوضوح جميع أسماء المسافرين المسافرين في البوليصة. يجب أن تغطي منطقة الصلاحية بشكل واضح الجمهورية اللبنانية أو في جميع أنحاء العالم، تغطية لا تقل عن 30,000 دولار لتغطية تكاليف الطوارئ الطبية والإعادة إلى الوطن من أجل مواجهة أي نفقات قد تنشأ فيما يتعلق بإعادة مقدم الطلب إلى الوطن لأسباب طبية أو عناية طبية عاجلة أو علاج في حالات الطوارئ في المستشفى، مع هذه السيناريوهات المذكورة صراحة في وثيقة السياسة - لشهادة الميلاد الأصلية الكاملة للقاصر، مع ذكر أسماء الوالدين واسم الطفل - بالنسبة لأولئك الذين يحملون جوازات سفر من السلطة الفلسطينية أو الأردن ممن ليس لديهم رقم هوية وطني ويعيشون في فلسطين المحتلة، سيحتاجون إلى دليل على أنهم قادرون على العودة |

## أنواع التأشيرات ومتطلباتها

### تأشيرة سياحية
جدارة
- سائح
- الناس الذين يزورون الأقارب أو الأصدقاء
- الأشخاص الذين يرغبون في زيارة لبنان لفترة قصيرة لغرض إجراء أو مقابلة جهات الاتصال التجارية، وحضور المعارض التجارية، والتحدث في المؤتمرات، إلخ.
- المشاركة غير مدفوعة الأجر في حدث أو مسابقة رياضية أو فنية. مطلوب خطاب دعوة من الجهة الراعية في الجمهورية اللبنانية
- المشاركة غير مدفوعة الأجر في ندوة أو مؤتمر علمي / أكاديمي برعاية مؤسسة بحثية أو أكاديمية. مطلوب خطاب دعوة من الجهة الراعية في الجمهورية اللبنانية

### تأشيرة الإقامة المؤقتة والدائمة
يتعين على الأجانب الراغبين في العيش والعمل في جمهورية لبنان التقدم بطلب للحصول على تأشيرة إقامة مؤقتة. للحصول على تأشيرة مؤقتة لأغراض التوظيف، يحتاج العامل إلى تأمين عرض عمل من شركة مقرها في جمهورية لبنان أو من دائرة حكومية، أو من شركة أجنبية مقرها في جمهورية لبنان، ويتعين على الشركة التقدم إلى قسم الهجرة بوزارة العمل نيابة عن العامل. تشمل معايير الموافقة على تأشيرة العمل المؤهلات التعليمية المناسبة أو الخبرة العملية، وعقد العمل المضمون في الجمهورية اللبنانية، وإثبات وسائل العيش الكافية في الجمهورية اللبنانية، وتأكيد الشرطة بأن العامل ليس لديه سجل جنائي، والفحص الطبي المرضي. يجب أن تترجم جميع الوثائق الرسمية إلى العربية أو الفرنسية أو الإنجليزية و «مصدقة» من قبل القنصلية. مدة معالجة الطلب عادة حوالي 1-3 أسابيع. يتم إصدار تأشيرات العمل لوظيفة محددة، ولا يمكن نقلها بين أصحاب العمل في الجمهورية اللبنانية دون إذن. يتم إصدار التأشيرات أيضًا لزوج حامل تأشيرة العمل وأطفاله
يمكن للمواطنين الأجانب الذين تزيد أعمارهم عن 50 عامًا التقدم بطلب للحصول على تأشيرة دائمة إذا كان لديهم معاش لا يقل عن 3,000,000 ليرة لبنانية (2,000 دولار أمريكي) شهريًا ويقومون بتحويلها إلى جمهورية لبنان شهريًا. قد تصدر التأشيرات أيضًا إلى المعالين، ويجب تقديم إثبات مستندي للمعاش وإقرار مصرفي يسمح بالتحويل الشهري. يجب على المتقدمين للحصول على تأشيرات الإقامة الدائمة تقديم جواز سفرهم، وشهادة الميلاد، وشهادة الزواج (إن وجدت) وشهادة الشرطة التي ليس لها سجل جنائي، والتي صدرت خلال التسعين يومًا الماضية

### تأشيرة العبور
يتم تطبيق «تأشيرة عبور بدون تأشيرة» (T W O V) إذا كان المسافر يمر عبر منطقة عبور دولية في مطار بيروت الدولي من أجل ركوب إحدى الوصلات أو الانتقال بنفس الرحلة إلى جهة دولية، دون الدخول إلى البلد (أي التخليص من الهجرة). لكن هذا لا ينطبق على:
- المسافرين يحملون بطاقات احتياطية أو قابلة للاسترداد
- مواطنو الولايات القضائية الـ 18 التالية:

| - أفغانستان - أنغولا - بنغلاديش - بوروندي - الكاميرون - جمهورية أفريقيا الوسطى - DR Congo - إريتريا - إثيوبيا - كوسوفو - ليبيريا - ميانمار - وصلة= نيبال - كوريا الشمالية - باكستان - جمهورية الكونغو - جنوب السودان - سريلانكا |

| المدة الزمنية       | كلفة               |
| ------------------- | ------------------ |
| حتى 48 ساعة         | حر                 |
| 48 ساعة إلى 15 يوما | 25000 ليرة لبنانية |

يجب تطبيق هذه التأشيرة لمدة يومين على الأقل قبل الرحلة، شريطة تقديم نسخة من التأشيرة أو تصريح الإقامة المتعلق ببلد الوجهة وتذكرة شركة الطيران

### كورتيسي فيسا
تُمنح لكبار الشخصيات من السفارات أو القنصليات العامة للجمهورية اللبنانية في الخارج أو من المدير العام للأمن العام مجانًا شريطة أن يقدموا خطابًا من بعثتهم أو من وزارة الشؤون الخارجية أو صاحب العمل يوضح الغرض من السفر

### التأشيرة الجماعية
يتم منحها للمجموعات، ويتم تحصيل الرسوم من كل عضو في المجموعات

### تأشيرة عمل
يمنح لمدة 3 أشهر بتكلفة 50.000 ليرة لبنانية بناءً على موافقة مسبقة من وزارة العمل. جميع المستندات المطلوبة للحصول على تأشيرة سياحية مطلوبة، بالإضافة إلى خطاب دعوة من الكفيل أو الشريك التجاري في الجمهورية اللبنانية ومعلومات الاتصال الخاصة بهم (توضح فترة الإقامة واسم وعنوان الكفيل ورقم هاتفه) الشريك التجاري معتمد في الجمهورية اللبنانية، وإثبات وجود علاقة بين مقدم الطلب والشريك التجاري من خلال إعلان تجاري

## الطوابع الإسرائيلية
يُمنع المسافرون الذين يحملون جوازات سفر تحتوي على طوابع أو تأشيرات أو أختام لإسرائيل من الدخول إلى جمهورية لبنان وقد يخضعون للاعتقال أو الاحتجاز. حتى إذا لم يكن في وثائق سفرهم حاليًا طوابع أو تأشيرات إسرائيلية، فإن الأشخاص الذين يسعون إلى دخول جمهورية لبنان والذين سافروا سابقًا إلى إسرائيل قد يواجهون الاعتقال و / أو الاحتجاز إذا تم الكشف عن هذا السفر. تتمتع حكومة الجمهورية اللبنانية بسلطة رفض قبول مواطني الدول الأخرى واحتجازهم لمزيد من التفتيش.
يرفض القبول والعبور لحاملي جوازات السفر الصادرة عن كل من إسرائيل وفلسطين.

## القصر (أقل من 15 سنة)
يجب أن يكون الأطفال الذين تقل أعمارهم عن 15 عامًا، من جميع الجنسيات التي تسافر بجوازات سفر والديهم، مصحوبين بحامل جواز السفر، وإلا يجب أن يحملوا جواز سفر خاص بهم.

## إحصائيات الزوار
كان معظم الزوار الذين يصلون إلى لبنان من دول الجنسية التالية:
| بلد                | 2017     | 2016    |
| ------------------ | -------- | ------- |
| سوريا              | 2337368  | 1802598 |
| العراق             | ▼ 226930 | 236013  |
| الولايات المتحدة   | 171110   | 154095  |
| فرنسا              | 164924   | 145666  |
| كندا               | 107713   | 100076  |
| ألمانيا            | 96711    | 87567   |
| أستراليا           | 87663    | 72743   |
| الأردن             | 90077    | 86693   |
| إثيوبيا            | 84412    | 79140   |
| مصر                | ▼ 82282  | 83337   |
| المملكة المتحدة    | 68360    | 61994   |
| السعودية           | 64270    | 40391   |
| الكويت             | 40886    | 25653   |
| السويد             | 38958    | 34722   |
| إيطاليا            | 33642    | 29574   |
| الفلبين            | 31778    | 29438   |
| مجموع غير المقيمين | 4338037  | 3657616 |

## روابط خارجية
- الإدارة العامة اللبنانية لتأشيرات دخول الأمن العام
- وزارة الخارجية اللبنانية - معلومات قنصلية